# Вербицкая, Людмила Алексеевна
Людми́ла Алексе́евна Верби́цкая (17 июня 1936, Ленинград — 24 ноября 2019, Санкт-Петербург) — советский и российский лингвист-русист, ректор Санкт-Петербургского государственного университета (1994—2008) и затем его президент (2008—2019). Президент (2013—2018) и почётный президент (2018—2019) Российской академии образования, академик РАО (1995). Доктор филологических наук, профессор. Почётный доктор Новгородского Государственного Университета им. Ярослава Мудрого (2000 год).
Президент Российского общества (1999—2019) и Международной ассоциации преподавателей русского языка и литературы (2003—2019). Полный кавалер ордена «За заслуги перед Отечеством».

## Биография
Родилась 17 июня 1936 года в Ленинграде. Отец, Алексей Александрович Бубнов, с 1943 года был секретарём Ленинградского горисполкома; мать — Анна Степановна, домохозяйка. 31 августа 1949 года А. А. Бубнов был арестован в рамках Ленинградского дела, 28 или 29 октября 1950 года расстрелян (по обвинению в «преступной связи со врагами народа и участии в контрреволюционной группе»), реабилитирован 14 мая 1954 года. Члены семьи Бубнова также были арестованы, мать Людмилы была отправлена в Тайшетский лагерь, Людмила же оказалась в детской трудовой исправительной колонии во Львове, где находилась до 1953 года. Благодаря заместителю начальника колонии Виктории Николаевне Карповой, Людмила получила возможность, находясь в колонии, учиться в обычной городской школе, а затем и поступить в Львовский университет (на русское отделение филфака). После реабилитации Бубнова и его семьи перевелась в Ленинградский университет.
В 1958 году окончила с отличием филологический факультет ЛГУ по специальности «русский язык и литература», ученица Л. Р. Зиндера. В 1965 году защитила кандидатскую диссертацию «Звуковые единицы русской речи и их соотношение с оттенками и фонемами», в 1977 году — докторскую «Современное русское литературное произношение (Экспериментально-фонетическое исследование)».
Работала в университете: старший лаборант (1958—1961), аспирант (1961—1964), младший научный сотрудник, ассистент, доцент, с 1979 года профессор кафедры фонетики и методики преподавания иностранных языков филологического факультета, с 1985 года — заведующая кафедрой общего языкознания. В 1984—1986 годах — проректор по учебной работе, затем первый проректор, с мая 1993 года (после внезапной смерти С. П. Меркурьева) — и. о. ректора.
В апреле 1994 года была избрана ректором СПбГУ, переизбрана в 1999 и в 2004 годах. Первая женщина-ректор СПбГУ. При ней в университете были открыты два новых факультета: международных отношений и медицинский. С 18 февраля 2008 года — президент Санкт-Петербургского государственного университета, с 26 апреля 2010 года также декан филологического факультета. Почётный профессор СПбГУ (2011).
В 1995 году избрана действительным членом Российской академии образования (РАО), членом Президиума Северо-Западного отделения РАО. 29 октября 2013 года была избрана президентом Российской академии образования, 11 ноября 2013 года утверждена в этой должности Правительством Российской Федерации.
В феврале 2000 года после показа выпуска «Крошка Цахес» программы «Куклы», вместе с деканом юрфака СПбГУ Николаем Кропачёвым и профессором Георгием Толстым в открытом обращении инициативной группы Санкт-Петербургского государственного университета призвали отдать под суд создателей передачи в связи с собственным возмущением относительно того, что в передаче «в совершенно неприличном и гротескном виде» были отображены российские политики и кандидат в президенты Владимир Путин в частности.
Являлась вице-президентом Российского союза ректоров, членом Совета ректоров вузов Северо-Западного федерального округа, сопредседателем Ассоциации классических университетов РФ. Вице-президент Комиссии ЮНЕСКО по вопросам образования женщин. С 1999 года — президент Российского общества преподавателей русского языка и литературы (РОПРЯЛ), с 2003 года одновременно возглавляла и МАПРЯЛ. Председатель Попечительского совета Фонда «Русский мир» (с 2010 года). Входила в состав редколлегии журнала «Педагогика».
Занимала ряд общественных постов:
- При президенте РФ: заместитель председателя Совета по науке, технологиям и образованию (2004—2008, затем до 2012 года член президиума), член Совета по науке и образованию (с 2015; член президиума с 2017); входила в состав Советов по русскому языку[12] и по реализации приоритетных национальных проектов, член Экспертного совета при Управлении президента РФ по обеспечению конституционных прав граждан;
- При Правительстве РФ: член Комиссии по образованию и Совета по русскому языку при Правительстве Российской Федерации, входила в состав Научно-методического совета по учебникам при Минобрнауки Российской Федерации (с 2015 года — председатель Федерального учебно-методического объединения в системе высшего образования по укрупнённой группе специальностей и направлений подготовки «45.00.00 Языкознание и литературоведение»[13]), с 2016 года — заместитель председателя ВАК;
- В Санкт-Петербурге: советник губернатора по образованию, науке и средствам массовой информации; сопредседатель Совета по культуре речи при губернаторе Санкт-Петербурга, член Научно-технического совета и Комиссии по государственным наградам при губернаторе, а также Общественного совета Санкт-Петербурга. Член Попечительского совета ЕУ СПб. С 1998 года — президент Санкт-Петербургского отделения Союза англоговорящих, созданного под патронажем королевы Великобритании Елизаветы II[14].

Скончалась 24 ноября 2019 года в Санкт-Петербурге на 84-м году жизни от онкологического заболевания. Соболезнования в связи со смертью выразил президент России Владимир Путин. 27 ноября, после гражданской панихиды в здании Двенадцати коллегий и отпевания в храме Смоленской иконы Божией Матери, была похоронена на Северном кладбище Петербурга рядом с супругом.

## Семья
Мужем Л. А. Вербицкой на протяжении 42 лет был Всеволод Александрович Вербицкий (1933—1998), доцент ЛЭТИ, сын репрессированного по «Ленинградскому делу» Александра Дмитриевича Вербицкого; в браке родились две дочери, Елена и Виктория.
Сестра — хирург, профессор медицинского факультета СПбГУ Н. А. Бубнова (род. 1944).

## Научная деятельность
Представитель ленинградской фонологической школы. Является автором около 300 научных и учебно-методических работ в области русского и общего языкознания, фонетики, фонологии и методики преподавания русского языка. Её труды, посвящённые проблемам современного произношения, заложили основы новых перспективных направлений языкознания — «Произносительная норма современного русского литературного языка» и «Интерференция звуковых систем на фонетическом уровне». Важное место в её работе занимают вопросы культуры речи, стилистики, лексики и семантики современного русского языка.

## Награды и звания
Российские
- Орден «За заслуги перед Отечеством» I степени (11 июня 2016 года) — за выдающийся вклад в развитие образования и многолетнюю плодотворную деятельность[23]
- Орден «За заслуги перед Отечеством» II степени (17 июня 2006 года) — за выдающийся вклад в развитие отечественного образования и многолетнюю научно-преподавательскую деятельность[24]
- Орден «За заслуги перед Отечеством» III степени (7 февраля 2004 года) — за большой вклад в подготовку высококвалифицированных специалистов и развитие отечественной науки[25]
- Орден «За заслуги перед Отечеством» IV степени (27 апреля 2000 года) — за большой личный вклад в развитие высшего образования и подготовку высококвалифицированных специалистов[26]
- Орден Почёта (16 июня 2011 года) — за большой вклад в развитие образования, подготовку квалифицированных специалистов в области филологии и многолетнюю плодотворную деятельность[27]
- Орден Дружбы (27 марта 1996 года) — за заслуги перед государством, успехи, достигнутые в труде, и большой вклад в укрепление дружбы и сотрудничества между народами[28]
- Медаль Столыпина П. А. I степени (19 декабря 2018 года) — за заслуги в области науки, образования и многолетнюю плодотворную деятельность[29]
- Медали СССР и РФ
- Почётная грамота Президента Российской Федерации (12 марта 2014 года) — за достигнутые трудовые успехи, многолетнюю плодотворную работу, активную законотворческую деятельность[30]
- Почётный гражданин Санкт-Петербурга (с мая 2006 года)[6]
- Почетный работник высшего образования России[6]
- Орден святой равноапостольной княгини Ольги III степени (РПЦ)[6]
- Орден преподобной Евфросинии, великой княгини Московской II степени (РПЦ, 2016 год)[31].
- Орден «Дуслык» (Татарстан, 2016)[32]
- Медаль К. Д. Ушинского[6]
- Медаль А. С. Пушкина (Международная ассоциация преподавателей русского языка и литературы, 1992)[33].

Иностранные
- Кавалер ордена Почётного легиона (Франция)[6]
- Командор ордена Академических пальм (Франция)[6]
- Кавалер ордена Заслуг перед Республикой Польша (14 октября 1999 года, Польша)[34]
- Орден княгини Ольги III степени (15 мая 2003 года, Украина) — за весомый личный вклад в развитие сотрудничества между Украиной и Российской Федерацией в социально-экономической и гуманитарной сферах[35]

Премии
- Премия Президента Российской Федерации в области образования за 2001 год[6]
- Премия Правительства Российской Федерации за 2007 год[6]
- Лауреат Национальной премии общественного признания достижений женщин «Олимпия» Российской Академии бизнеса и предпринимательства[36] (2003)
- Лауреат премии 1997 года Королевского юбилейного фонда Великобритании за достижения в области высшего образования[6]
- Международная премия «Древо жизни» (Межпарламентская ассамблея СНГ, 17 апреля 2014)[37].
- Лауреат премии имени Чингиза Айтматова (2015) — за многолетнюю работу в области популяризации русского языка во всём мире[38]
- Премия Президента Российской Федерации за вклад в укрепление единства российской нации (24 октября 2018 года)[39].

Почётный доктор ряда российских и зарубежных вузов, среди которых Болонский университет, Нью-Йоркский университет, Университет Сока (Япония), университеты Кемьон и Сукмен (Корея), Университет китайской культуры, Болгарская академия наук, Санкт-Петербургский государственный технический университет, Санкт-Петербургский государственный медицинский университет, Новгородского Государственного Университета им. Ярослава Мудрого (2000 год), Воронежский государственный университет, Дальневосточный государственный университет, Петрозаводский государственный университет. Почётный доктор Национального медико-хирургического центра имени Н. И. Пирогова (2008).

## Память
- 24 января 2000 года имя «Вербицкая» присвоено малой планете № 7451[6].
- 13 февраля 2020 года имя Л. А. Вербицкой присвоено кафедре общего языкознания филологического факультета СПбГУ, которой она руководила с 1985 до 2019 года.
- В июне 2022 года в Москве на здании Президиума РАО была открыта мемориальная доска Л. А. Вербицкой работы скульптора С. А. Щербакова[40].

## Основные работы
- Некоторые вопросы русской орфоэпии // РЯ за рубежом. — 1970. — № 2. (статья)
- Русская орфоэпия. — Л., 1976.
- Проблемы и методы экспериментально-фонетического анализа речи. — Л., 1979.
- Динамика структуры СРЯ. — Л., 1982. (колл. моногр.)
- Пособие по русской фонетике для иностранных студентов-филологов. — М.: РЯ, 1983. (уч. пособие)
- Бондарко Л. В., Вербицкая Л. А., Гордина М. В. Основы общей фонетики. — Л., 1983.
Бондарко Л. В., Вербицкая Л. А., Гордина М. В. Основы общей фонетики. — 4-е изд., испр. — СПб.: Филологический факультет СПбГУ; М.: Издательский центр «Академия», 2004. — 160 с. — ISBN 5-8465-0177-X. ISBN 5-7695-1658-5.
- Пособие по фонетике РЯ. — М., 1983
- Эстонско-русское двуязычие, состав фонем в языке: Сб. тр. педагог. института ЭССР. — Таллин, 1986. (статья)
- Практическая фонетика РЯ. — Тиммендорфенштранд (ФРГ), 1987. (уч. пособие)
- Фонетика спонтанной речи. — Л., 1988. (колл. моногр.)
- Беседы на РЯ (Метод. пособие по развитию речи). — Гамбург, 1988
- Основные черты современной русской литературной произносительной нормы. «Русистика» Ферлаг, 1, 1990. (статья)
- Пособие по фонетике РЯ. — СПб.: СПбГУ, 1993.
- «Главные»: Рус. орфоэпия. — Л., 1976. (моногр.)
- Учебник РЯ для студентов 1 курса. — Дорум, США, 1991
- Новая рус. лексика: Материалы конф. по проблемам лексики. Болонья, Италия, 1991
- Давайте говорить правильно! — М., 1993. (моногр.)
- Язык и общество. Роль языка в жизни общества // Педагогика. — 2015. — № 2.